# Johann Brand (Bürgermeister)
Johann Brand (* um 1340; † 28. April 1405) war ab 1364 Bremer Ratsherr und von 1390 bis 1403 Bürgermeister. Unter ihm schotteten sich die ratsfähigen Familien im Bremer Rat durch hohe Anforderungen an den Umfang ihres Mindestgrundbesitzes ab, und Bremen weitete sein Territorium nach Ostfriesland aus.

## Leben
1362 stiftete Brand zusammen mit Cord und Hinrich von Borkum sowie Roland Oldewege einen der 27 Altäre in der Ansgarikirche. Diese Art von Stiftungen setzte der als proconsul bezeichnete Brand fort, indem er etwa am 6. Mai 1391 eine Feier des Festes St. Johannis ante portam latinam stiftete. Später erscheint er als Bürgermeister in den Urkunden.
1391 beendete der Rat den Brauch, die Ratsherren aus den Stadtdritteln zu wählen, so dass nicht mehr aus jedem dieser Stadtdrittel je vier ansässige Herren gewählt wurden, die dort ansässig sein mussten. 1398 wurden aus den bisher drei Stadtdritteln (je ein Bürgermeister und 11 Ratsherren) vier Stadtviertel (je ein Bürgermeister und 5 Ratsherren). Zwei Viertel blieben immer im Amt, halbjährlich wurde ein Viertel ausgewechselt, das andere blieb weiter im Amt. Wer Ratsherr werden wollte, musste nun ein Grundbesitzvermögen von 100 Mark nachweisen (statt wie bis dahin 32), zudem 1 Mark zur Abtragung der städtischen Rentenschuld und 4 Mark für die Ausrichtung eines öffentlichen Mahls für die ganze Wittheit und die Finanzierung der Stadtmauer beisteuern.
Johann Brand heiratete die letzte Erbin der Ritter von Gröpelingen, womit deren Erbe an die Bremer Familie ging, später an die Stadt.
Seit etwa 1395 fanden die als Vitalienbrüder oder Likedeler bekannten Piraten Unterschlupf in den ostfriesischen Kirchenburgen. Da sie nunmehr ihre Tätigkeit von der Ostsee in die Nordsee verlagerten, schadeten sie nicht mehr nur dem hansischen, sondern auch dem Bremer Handel. Sie stellten sich zudem in den Dienst von Edo Wiemken und der Bujadinger Häuptlinge. Versuche, auf diplomatischem Wege gegen sie vorzugehen, scheiterten 1397. Im Jahr 1401 verbündete sich Bremen mit Moritz von Oldenburg und den Stiftsgenossen, die 50 bzw. 60 Ritter stellen sollten, die Stadt selbst 100, um einen Kriegszug gegen die Rüstringer durchzuführen. Bremen sollte das Heer versorgen und dafür sollten ihm alle befestigten Plätze zufallen. Die Beute sollte zu gleichen Teilen aufgeteilt werden. Zusammen mit dem Fußvolk marschierten mehr als 6.000 Mann nordwärts. Langwarden ergab sich zuerst, doch den Verbündeten genügte die Beute und sie zogen wieder ab. Gleichzeitig segelte eine Hanseflotte in die Emsmündung und schlug die von Keno tom Brok geförderten Vitalienbrüder. Zu dieser Zeit lag die Bremer Kogge noch im Jadebusen und stieß erst später zu den Verbündeten. Keno tom Broke und weitere Häuptlinge kamen in Bremer Gefangenschaft, doch stritt man sich um die Beute, so dass auch dieser Zug erfolglos blieb. 
1402 brachen die Bremer im Bündnis mit Otto von Delmenhorst und Johann von Hoya erneut auf, doch mussten sie sich nach Blexen zurückziehen, als die Friesen drohten, die Deiche zu durchstechen. Außerdem drohten Angriffe des Grafen von Hoya und des Ritters Statius von Mandelsloh. 1403 mussten sich dennoch Ede Wimken sowie Lubbe und Meme Sibets zu einem Landfrieden bereitfinden. Doch erst 1404 unterwarf sich Dido von Langwarden, womit das Stadland nach und nach an Bremen fiel. 
Vielleicht schon zu Brands Zeiten, sicher aber im 1. Jahrzehnt des 15. Jahrhunderts, wurden in der Ratskanzlei mehrere Urkunden Heinrichs V. (von 1111), Wilhelms von Holland (1252) und Wenzels (1396) gefälscht, um Bremen besondere Rechte zu sichern, die damit auf Karl den Großen zurückgeführt wurden. Demnach besaß Bremen das Schutz- und Geleitrecht auf der Weser, die Ratsherren durften Gold und Pelze tragen, weil sie sich hohe Verdienste in den Kreuzzügen erworben hatten, und der Roland durfte das kaiserliche Wappen tragen. Zudem durften Bremer Bürger nicht vor Gerichte außerhalb des Erzbistums gezogen werden.
Wilken Steding war der Rechtsnachfolger Brands in seinem Haus, in dem auch der Bildhauer Johann wohnte, der für das Bremer Rathaus bedeutend war.